# Barrera de hielo de Ross
La barrera de hielo de Ross (del inglés: Ross Ice Shelf) es un gran campo de hielo de la Antártida. Con una superficie de 488 000 km² y cerca de 800 km de longitud, es casi del mismo tamaño que Turkmenistán. Mide varios cientos de metros de espesor. El frente de hielo a mar abierto tiene más de 600 km de largo, y entre 15 y 50 metros de alto sobre la superficie del agua, casi vertical. El 90 % es hielo en flotación sobre el nivel del océano.
La mayoría de la barrera de hielo de Ross se localiza dentro de la Dependencia de Ross reclamada por Nueva Zelanda.
Esta barrera de hielo debe su nombre al capitán James Clark Ross, que la descubrió el 28 de enero de 1841. Originalmente se la denominaba barrera de hielo, ya que impedía la navegación hacia el Polo Sur. Ross cartografió la extensión de hielo, que llega hasta 160°O.
La barrera de hielo de Ross adquirió su reputación más triste en 1912, cuando se convirtió en el lugar final de descanso del explorador antártico Robert Falcon Scott y su equipo, a la vuelta de su expedición al Polo Sur.

## Historia
El 5 de enero de 1841, un equipo del almirantazgo británico embarcado en los barcos HMS Erebus y HMS Terror, naves de tres mástiles, fue enviado a pasar por el hielo desde el Pacífico cerca de la Antártica a la búsqueda de la posición del Polo Sur magnético. Cuatro días después, encontraron un camino por mar abierto y estaban esperando que tuvieran un camino despejado hacia su destino; pero el 11 de enero la expedición se encontró con una enorme masa de hielo. 
Sir James Clark Ross, el jefe de la expedición, dijo: «Bueno, esto nos da tantas posibilidades de atravesar esta barrera como si fueran los acantilados de Dover». Ross, en 1831, había localizado el Polo Norte magnético y pasó los siguientes dos años en busca de un pasaje marítimo hacia el Polo Sur. Después, su nombre fue dado a este campo de hielo rodeado por el mar luego de darse por vencido.

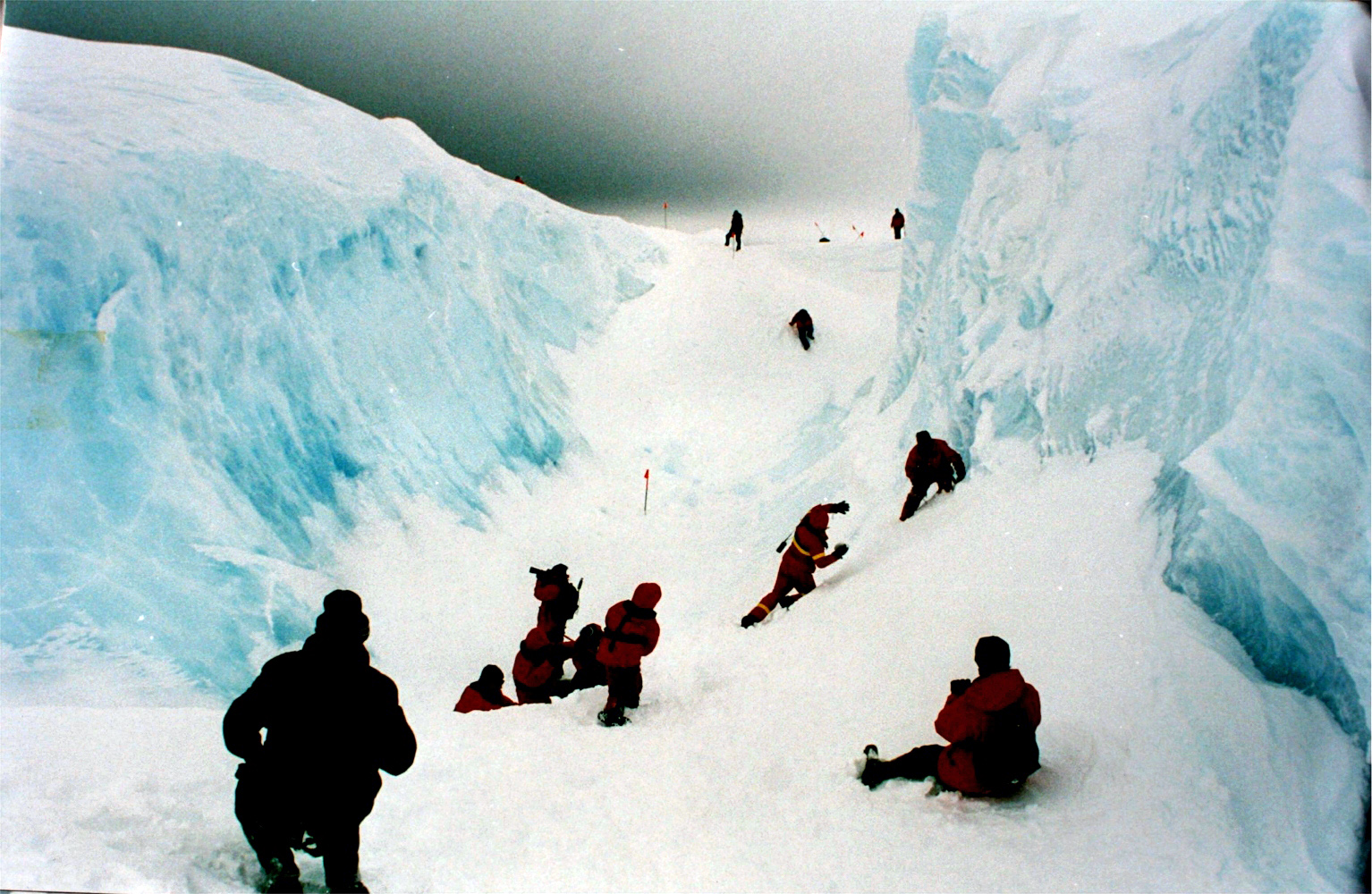
Crevasse, en la barrera de Ross (2001).

La barrera de hielo de Ross es casi tan grande como la Francia continental y llega hasta la Antártida hacia el sur. Esta masa de hielo tiene aproximadamente 800 km de ancho y 970 km de largo. En algunos lugares, en particular en sus áreas del sur, la barrera de hielo alcanza 750 m de espesor. La barrera de hielo de Ross empuja hacia el mar hielo a razón de entre 1,5 y 3 m al día. Desde el interior del continente hay glaciares que gradualmente le agregan masa. Al mismo tiempo, el agua helada del mar debajo del hielo aumenta el espesor del hielo entre 38 y 51 centímetros. A veces, se generan grietas que pueden causar que la placa de hielo se rompa y se separe; la placa más grande conocida tenía aproximadamente 31000 km², una superficie ligeramente mayor que Bélgica.

## La barrera de hielo de Ross en la cultura popular
Durante siglos las áreas al Sur no fueron exploradas. Los antiguos griegos concluyeron que las tierras al Sur debían tener la misma masa para equilibrar las tierras norteñas de Eurasia. Por ello, en la época en que los cartógrafos europeos trazaban mapas, Gerardo Mercator (1512-95) dibujó una gigantesca isla en el área del Polo Sur y la denominó Terra Australis Incognita, a pesar de que, en 1578, el corsario inglés Francis Drake, que había sido llevado al sur por una violenta tormenta, no vio ninguna señal del mítico continente.
La primera etapa del videojuego de Capcom Strider 2 tiene lugar en la barrera de hielo de Ross.
Asimismo, en la novela de Clive Cussler El secreto de la Atlántida se menciona en repetidas ocasiones la banquisa de Ross.

## Enlaces externos

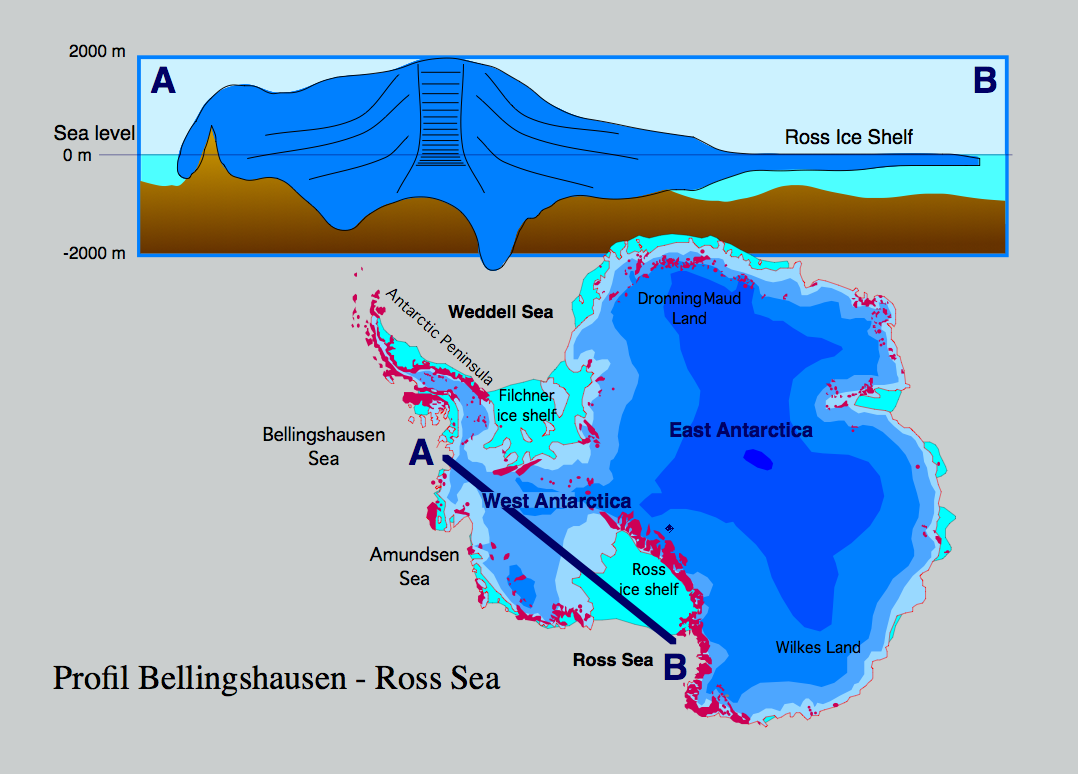
Perfil transversal de la capa de hielo de la Antártida entre el mar de Bellingshausen y la barrera de hielo de Ross.
Leyenda: (A) Mar de Bellingshausen - Capa de hielo de la Antártida Occidental- Barrera de hielo de Ross - Mar de Ross (B).
El perfil muestra que la mayoría de la capa de hielo de la Antártida Occidental se encuentra por debajo del nivel del mar, lo que la hace sensible a la subida del nivel de este. El contacto del hielo por la parte inferior con las rocas del fondo del mar se pierde mar adentro, y la capa de hielo se hace significativamente más delgada (unos 100 m), formando una barrera de hielo.
En el perfil, las líneas unen zonas de hielo de la misma edad; las capas anuales en el centro adelgazan de arriba abajo.
Leyenda de colores:
* turquesa: campo de hielo (o barrera de hielo o banquisa)
* rojo: áreas no cubiertas por hielo (2,8 % de la superficie total);
* azul: áreas de incremento en 1000 m de espesor.